# Thomas Culbreth
Thomas Culbreth (* 13. April 1786 im Kent County, Delaware; † 16. April 1843 im Caroline County, Maryland) war ein US-amerikanischer Politiker. Zwischen 1817 und 1821 vertrat er den Bundesstaat Maryland im US-Repräsentantenhaus.

## Werdegang
Thomas Culbreth besuchte sowohl öffentliche als auch private Schulen. Im Jahr 1806 zog er nach Denton in Maryland, wo er als Ladenangestellter arbeitete. Gleichzeitig schlug er als Mitglied der Demokratisch-Republikanischen Partei eine politische Laufbahn ein. In den Jahren 1812 und 1813 saß er im Abgeordnetenhaus von Maryland. Danach war er im Jahr 1813 Kassierer bei der State Bank in Denton. Bei den Kongresswahlen des Jahres 1816 wurde Culbreth im siebten Wahlbezirk von Maryland in das US-Repräsentantenhaus in Washington, D.C. gewählt, wo er am 4. März 1817 die Nachfolge von Robert Wright antrat. Nach einer Wiederwahl konnte er bis zum 3. März 1821 zwei Legislaturperioden im Kongress absolvieren. Im Jahr 1820 verzichtete er auf eine weitere Kandidatur.
Nach dem Ende seiner Zeit im US-Repräsentantenhaus fungierte Thomas Culbreth im Jahr 1822 als Richter am Vormundschaftsgericht für Waisenkinder im Caroline County. Zwischen 1825 und 1838 war er Verwaltungsangestellter beim Regierungsrat von Maryland. Damals lebte er in Annapolis. Danach kehrte er nach Denton zurück, wo er im Handel arbeitete. Er starb am 16. April 1843 im auf seinem Anwesen Orrell Farm im Caroline County.